# Рождество Богородично (Махмуджи)
„Рождество Богородично“ (на гръцки: Γεννήσεως τῆς Θεοτόκου) е православна църква в сярското село Махмуджи (Триандафилия), Гърция, част от Сярската и Нигритска епархия.
Църквата е изградена на мястото на по-малък храм от 1939 до 1957 година. В архитектурно отношение е кръсткуполна базилика, изписана с дарения от енориашите. Осветена е в 1962 година. В 1994 година в двора на църквата е изградена помощна сграда за офис.
Към енорията принадлежи и параклисите „Свети Пантелеймон“ и „Свети Евангелист Матей“.